# Bruno Cassetti
Bruno Cassetti (Pasian di Prato, 16 gennaio 1911 – Torino, 7 agosto 2004) è stato un calciatore italiano, di ruolo portiere.

## Carriera
Cresciuto nell'Udinese, fu acquistato dal Bologna nel 1930 per essere la riserva di Mario Gianni, ma ebbe tuttavia molto spazio nella prima delle tre stagioni disputate con i felsinei a causa di un infortunio del titolare, e contribuì alla conquista del terzo posto. Primo portiere per tre campionati con il Modena in Serie B, approdò al Torino nel 1936, di nuovo come riserva. Nella seconda stagione (1937-38) giocò però ben 18 incontri su 30.